# Castelul Ambras
Castelul Ambras este un edificiu cultural istoric situat la sud-est de Innsbruck în apropierea comunei Amras. Castelul a fost construit în stilul renașterii în timpul domniei arhiducelui Ferdinand II von  Tirol. În acest castel se găsește un tablou al lui Vlad Țepeș.

### Muzeul de Artă
Muzeul de Artă Schloss Ambras Innsbruck este cel mai vechi muzeu din lume și unul dintre cele mai importante muzee de artă internaționale: muzeul prezintă în esență colecțiile prințului renascentist Arhiducele Ferdinand al II-lea (1529-1595), unul dintre cei mai importanți colecționari ai dinastiei Habsburgice. Pentru colecții, el a construit Ambraser Unterschloss, una dintre cele mai vechi clădiri ale muzeului și singura Renaștere care a supraviețuit, în care colecțiile originale sunt prezentate și astăzi. Obiectele prezentate în armoriu și în camera de artă și minune sunt deosebite ca număr și calitate. Muzeul conține singura cameră de artă și minune renascentistă încă păstrată pe site. Ferdinand al II-lea a implementat aici colecția și prezentarea sistematică, făcând din muzeu începutul managementului muzeului modern.

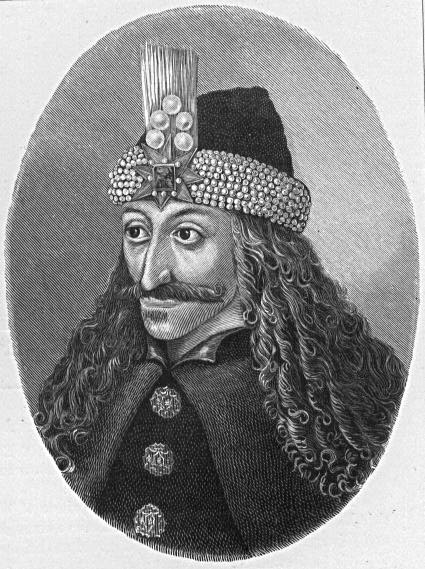
Copie a portretului lui Vlad Țepes din castelul Ambras

## Galerie

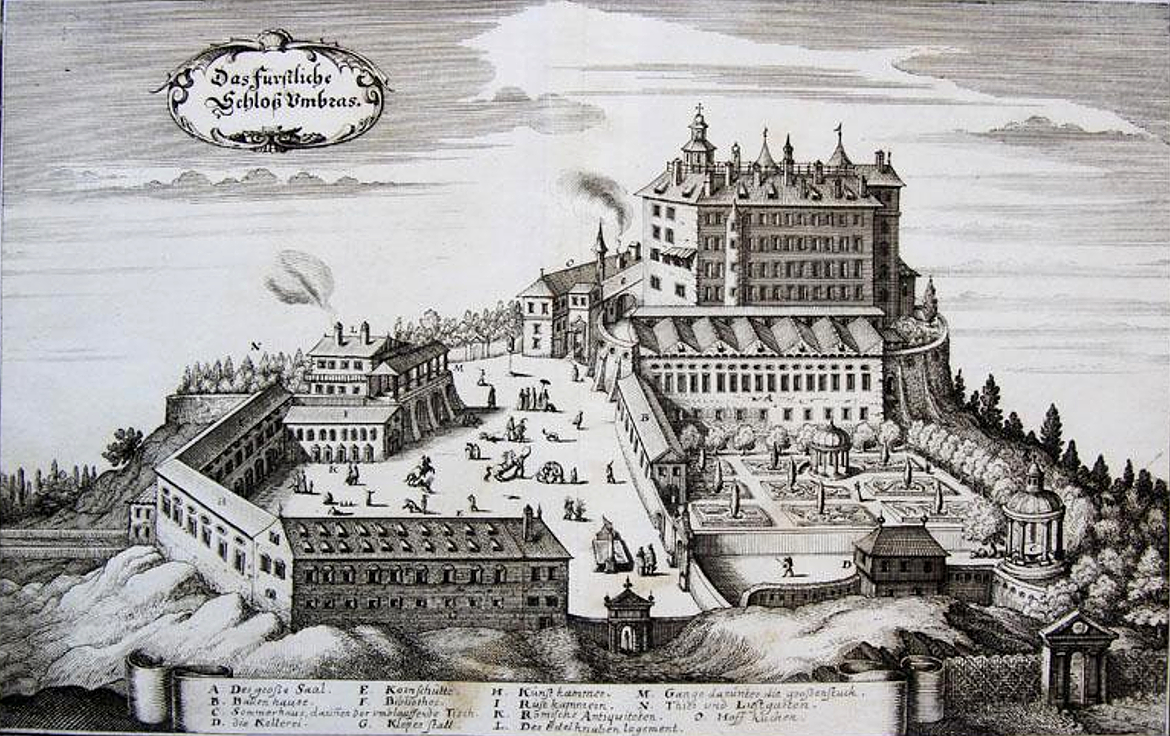
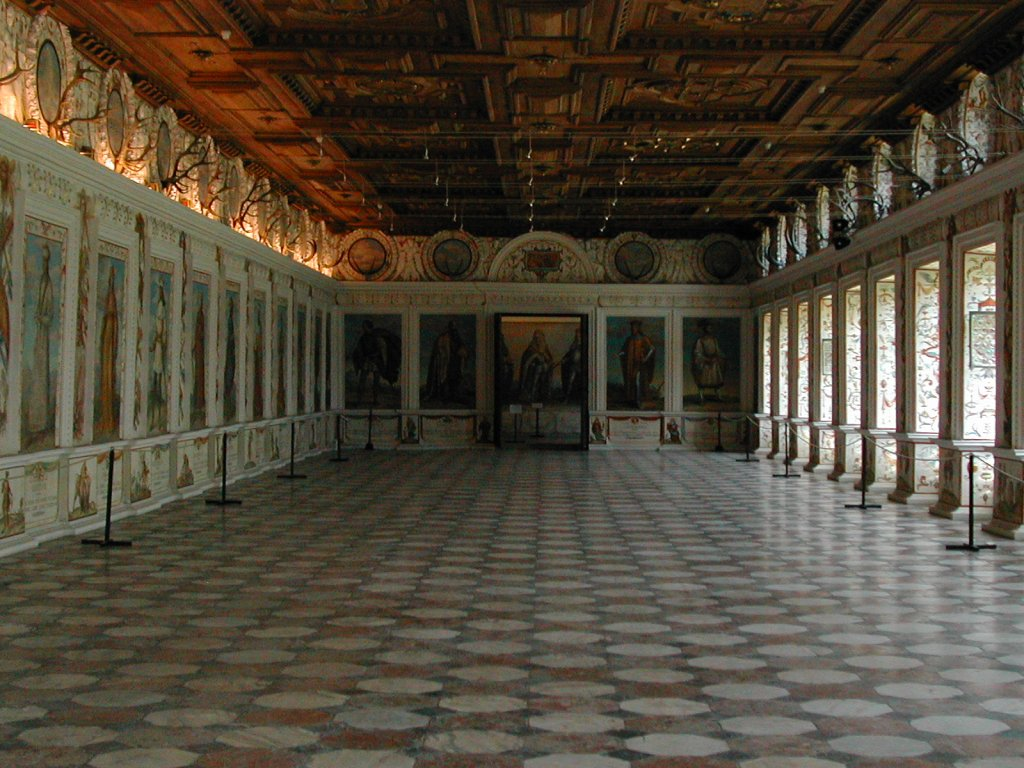
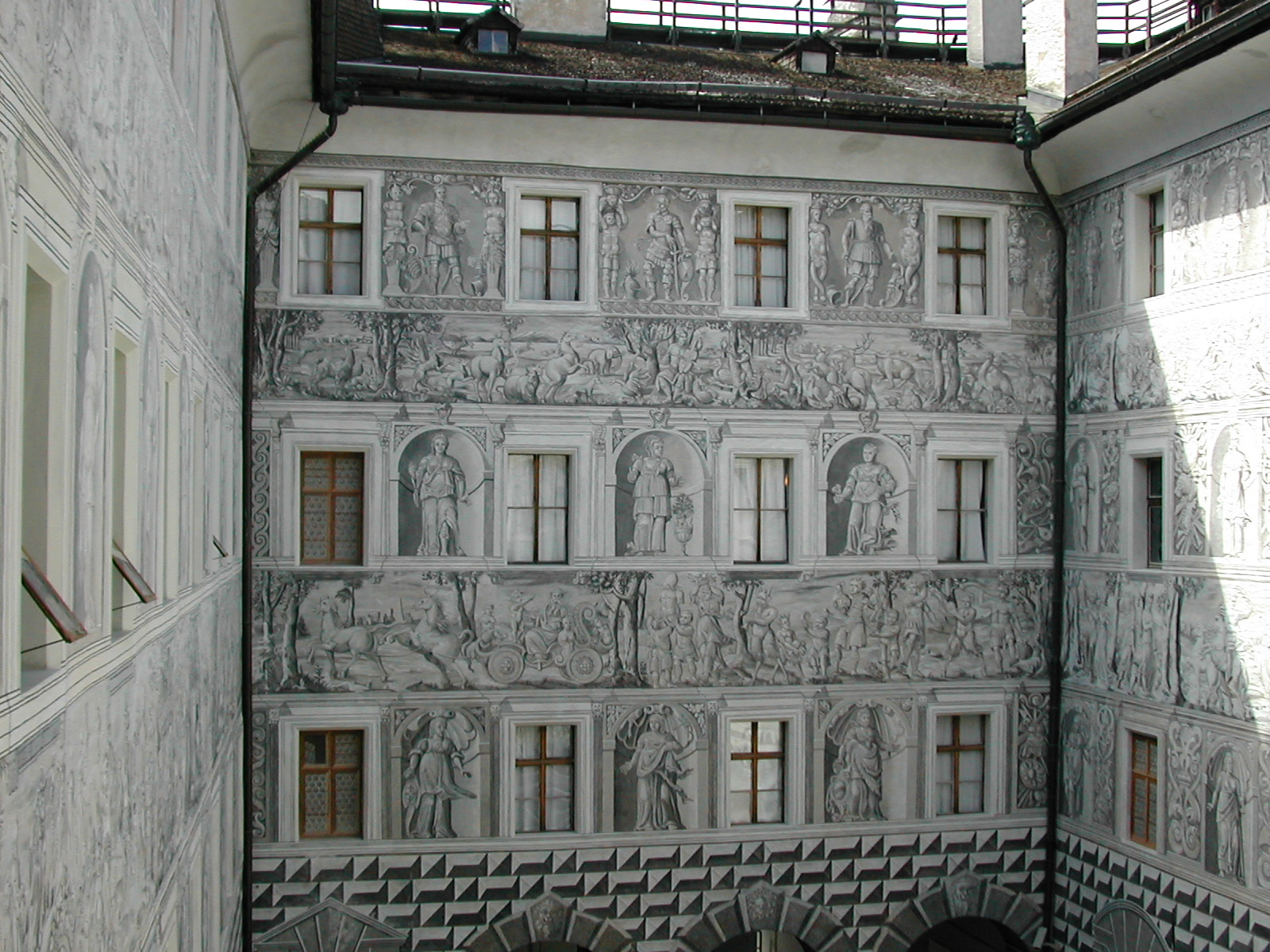